# Francs-Comtois
Pour les articles homonymes, voir Franc-comtois (homonymie).
Les  Francs-Comtois, ou simplement les Comtois, sont les habitants de Franche-Comté ainsi qu'un peuple originaire de cette région. Ils sont par ailleurs une part du peuple français depuis 1679 (traité de Nimègue).
La région franc-comtoise représente un total de 1 181 069 individus en 2022 et selon une enquête de LH2 faite en 2014, 83 % des Francs-Comtois se déclarent attachés à leur région, soit une proportion supérieure de 10 points à la moyenne nationale.

## Ethnonymie
L'ethnonyme et gentilé Franc(s)-Comtois est mentionné sous la forme Francontois avant 1698. Il est formé à partir du nom géographique Franche-Comté ou comté de Bourgogne, de l'adjectif franc et de comtois. 
Gentilé complet (singulier, pluriel, masculin et féminin) : Franc-Comtois, Francs-Comtois, Franc-Comtoise, Franc-Comtoises.

## Anthropologie et ethnologie
Les Francs-Comtois ont, à l'époque de la conquête de leur province par Louis XIV, montré beaucoup de dévouement pour la maison d'Autriche, dont la domination avait été pour eux « douce et paternelle ». Ils se sont défendus avec courage et leur fidélité était passée en proverbe. De tout temps, les qualités particulières au caractère national ont aussi rendu les Francs-Comtois propres aux fonctions de la magistrature et aux négociations diplomatiques.

### XIXesiècle
Quoique intégrés tardivement au sein du royaume de France, les habitants de cette région ont, d'après la description qu'en fait Abel Hugo vers 1835, franchement accepté la fraternité française. Selon Hugo, ils se font remarquer à cette époque par la vivacité de leurs opinions nationales et par leur dévouement patriotique, ayant transporté à la France les anciens sentiments d'affection qui les attachaient à l'Espagne autrichienne. Malgré cela, un nationalisme franc-comtois subsiste.

## Costume traditionnel

### Doubs
Vers 1835, les vêtements des Doubiens montagnards sont de forme simple et n'ont rien de particulier, ils sont cependant faits d'étoffes du pays, espèce de droguet fabriquée avec la laine, le chanvre et le lin qu'ils récoltent. Ces vêtements sont gris ou bruns pour les hommes et de couleurs variées, à rayures fort larges pour les femmes.

### Jura
Vers 1835, dans la basse plaine, aux environs de Saint-Amour, les paysans portent par-dessus leurs vêtements de longs tabliers de peau rousse qui leur couvrent le ventre et la poitrine. Le costume des paysannes de la Bresse inclut un petit chapeau de feutre noir, d'où pendent des barbes ornées de dentelles et des rubans noirs qui se rattachent derrière la tête. Dans la montagne et principalement aux environs de Syrod, les femmes ont pour coiffure une toque en velours ou en drap noir, entourée d'un grand bourrelet. Leurs cheveux, partagés en tresses, sortent de la toque et la couronnent en dehors par deux ou trois tours. Ils sont fixés dans cette position par une longue aiguille d'argent qui les traverse de part en part et que termine à chaque extrémité un gros bouton de même métal.